# Pierrefitte (Corrèze)
Pierrefitte – miejscowość i gmina we Francji, w regionie Nowa Akwitania, w departamencie Corrèze.
Według danych na rok 1990 gminę zamieszkiwały 82 osoby, a gęstość zaludnienia wynosiła 8 osób/km² (wśród 747 gmin Limousin Pierrefitte plasuje się na 520. miejscu pod względem liczby ludności, natomiast pod względem powierzchni na miejscu 550.).